# لئونی تاشچیان
لئونی تاشچیان ارمنی: Լեոնի Թաշճյան از نقاشان پیشکسوت و نامدار ایرانی است که در شهر مراغه متولد شده و تاکنون در نمایشگاه‌های گروهی و بی ینال‌های نقاشی مختلفی شرکت داشته‌است.

## ابتدای زندگی و خانواده
لئونی تاشچیان، در یک خانواده هنری ارمنی در سال ۱۳۰۵ (۱۹۲۶) در شهر مراغه به دنیا آمد. وی نخستین فرزند مگردیچ و آروسیاک بود. وی زبان هنر را از دوران کودکی نزد پدر و مادر فرا گرفت و به گفته خود او، از دانشگاه آنان فارغ‌التحصیل شد.

## تحصیلات
فقر و ناتوانی جسمی که لئونی از کودکی گرفتار آن بود، مانع از ادامهٔ تحصیل او در مدارس دولتی شد. وی همواره از بیماری کم خونی رنج می‌برد، اما مشکلات نتوانست مانع ادامهٔ تحصیل وی شود و با این حال لئونی بعد از پایان دورهٔ اول دبیرستان، دورهٔ چهارساله زبان ارمنی را نیز گذراند و فارغ‌التحصیل رشته زبان و ادبیات ارمنی شد و همچنین زبان فارسی را در دوره‌های شبانه فرا گرفت.

## زندگی هنری
وی از کودکی به هنر نقاشی روی آورد و زیر نظر پدر تحت تعلیم این هنر قرار گرفت.

## سایر فعالیت‌ها
لئونی در سال ۱۳۴۳ (۱۹۶۳) در مدرسه نائیری و دو مدرسه فارسی‌زبان دیگر به تدریس نقاشی پرداخت. و در سال ۱۳۵۳ از خدمات دولتی بازنشسته شد. در همین زمان به مؤسسهٔ فرانکلین که کتاب‌های درسی، هنری و پیک‌های دانش‌آموزی را تهیه و نظارت می‌کرد، رفت. در آن هنگام مادر لئونی به همراه تعداد دیگری از خیرین، انجمن هنری، فرهنگی و ورزشی "سیپان" را بنیان نهاد و تعداد زیادی از جوانان ارمنی را در آنجا جمع کرد.
بعد از فوت مادر، لئونی همکاری با مؤسسهٔ فرانکلین را قطع کرد و به‌طور جدی و پیگیر به آموزش نقاشی پرداخت. همچنین وی حدود ده سال در انجمن فرهنگی سیپان به کار مشغول بود.

## زندگی شخصی
لئونی ازدواج نکرد.

## نمایشگاه‌ها
در این نمایشگاه ۳۰ تابلوی نقاشی آبرنگ، رنگ روغن، پاستیل و سیاه قلم با موضوعات پرتره عیسی مسیح، زنان و مردان در لباس محلی تفلیس، ارمنی و ایرانی، در معرض دید عموم قرار می‌گیرد.

## آثار
از دیگر آثار ماندگار تاشچیان تندیس سنگی تمام تنه‌ای از مادرش است که بر روی صندلی نشسته و کتابی در دست دارد. وی در این‌باره می‌گوید:
«در نوجوانی برای ساخت تندیس مادرم، به گورستان ارمنیان در جاده خراسان رفتم و از کسانی که روی سنگ گورها کنده‌کاری می‌کردند روش کار با قلم و چکش را آموختم، آنان نیز روی یک تکه کوچک سنگی آموزش لازم را دادند. پس از خرید سنگ در درازای یک سال و اندی تندیس مادرم را ساختم.»

## قدردانی‌ها
در هفتهٔ بزرگداشت مقام زن در سال ۱۳۸۰ش از طرف وزارت فرهنگ و ارشاد اسلامی و مرکز امور مشارکت زنان به عنوان یکی از هنرمندان پیشکسوت زن مورد تقدیر قرار گرفت و تندیس و لوح تقدیر دریافت کرد.